# Makarki
Makarki (biał. Макаркі) – wieś w Polsce położona w województwie podlaskim, w powiecie siemiatyckim, w gminie Grodzisk.
| SIMC    | Nazwa       | Rodzaj    |
| ------- | ----------- | --------- |
| 1012198 | Duża Strona | część wsi |
| 1012241 | Mała Strona | część wsi |

W latach 1954–1959 wieś należała i była siedzibą władz gromady Makarki, po jej zniesieniu w gromadzie Grodzisk. W latach 1975–1998 miejscowość administracyjnie należała do województwa białostockiego.
Miejscowość znajduje się 89,5 km na południowy zachód od Białegostoku, 16,5 km na północny zachód od Siemiatycz, 4 km na południe od Grodziska.
Przy wjeździe do wsi znajduje się budynek świetlicy wiejskiej. W miejscu tym stała wcześniej drewniana szkoła, która funkcjonowała do 1959. W później dzieci uczęszczały do szkoły w Rybałtach, położonych 2 km od wsi. Placówka w Rybałtach istniała do 1983. Obecnie wieś Makarki znajduje się w rejonie Zespołu Szkół w Grodzisku.
Przy wyjeździe ze wsi w kierunku Grodziska znajduje się betonowy postument z krzyżem. Napis wykonany cyrylicą informuje, iż obiekt został umieszczony w tym miejscu 10 czerwca 1933 przez ówczesną młodzież wsi. We wsi znajduje się jeszcze kilka krzyży, na których znajdują się napisy cyrylicą.
Prawosławni mieszkańcy miejscowości kultywują rzadki w tym regionie zwyczaj obchodzenia pól, który zgodnie z miejscową tradycją przypada w dzień katolickiego święta Bożego Ciała. Tego dnia z cerkwi w Grodzisku wyrusza uroczysty orszak z chorągwiami, który obchodzi pola i zatrzymuje się na modlitwę przed znajdującymi się we wsi krzyżami.
Wieś znajduje się na terenie prawosławnej parafii św. Mikołaja w Grodzisku oraz rzymskokatolickiej parafii Wniebowzięcia Najświętszej Maryi Panny w Grodzisku.
Makarki leżą w obszarze, na którym używane są gwary pochodzenia wschodniosłowiańskiego. W 1985 na Wydziale Filologicznym Uniwersytetu Gdańskiego obroniona została praca doktorska Zofii Trancygier pt. Słowotwórstwo rzeczowników z polsko-ruskiego pogranicza językowego pod Siemiatyczami. Materiał do tej pracy zebrany został w latach 1978–1984 m.in. w Makarkach.
Na terenie wsi znajduje się 120-metrowy maszt SLR Makarki.

## Historia

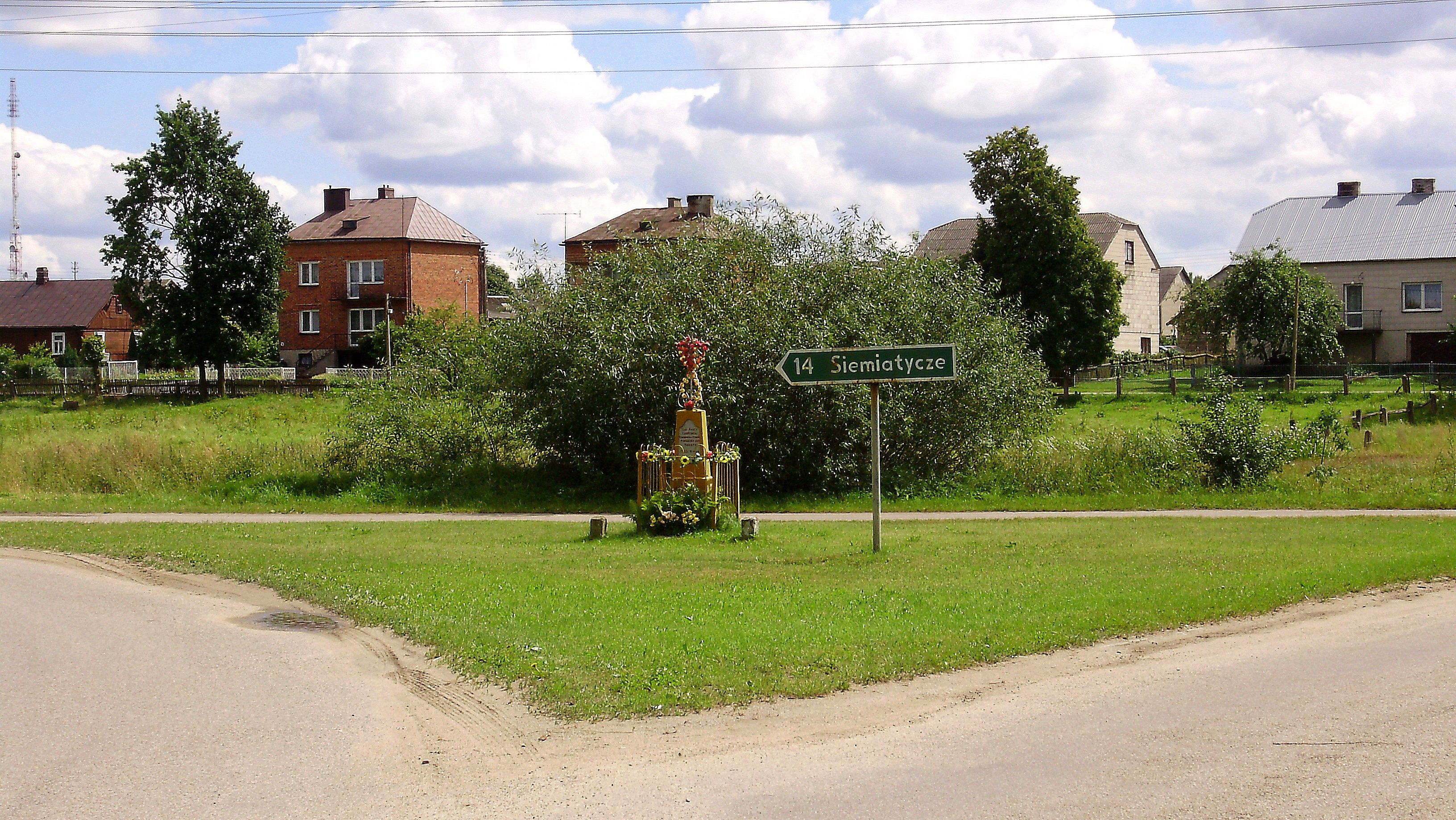
Krzyż przy wyjeździe ze wsi w kierunku Grodziska (z 1933)

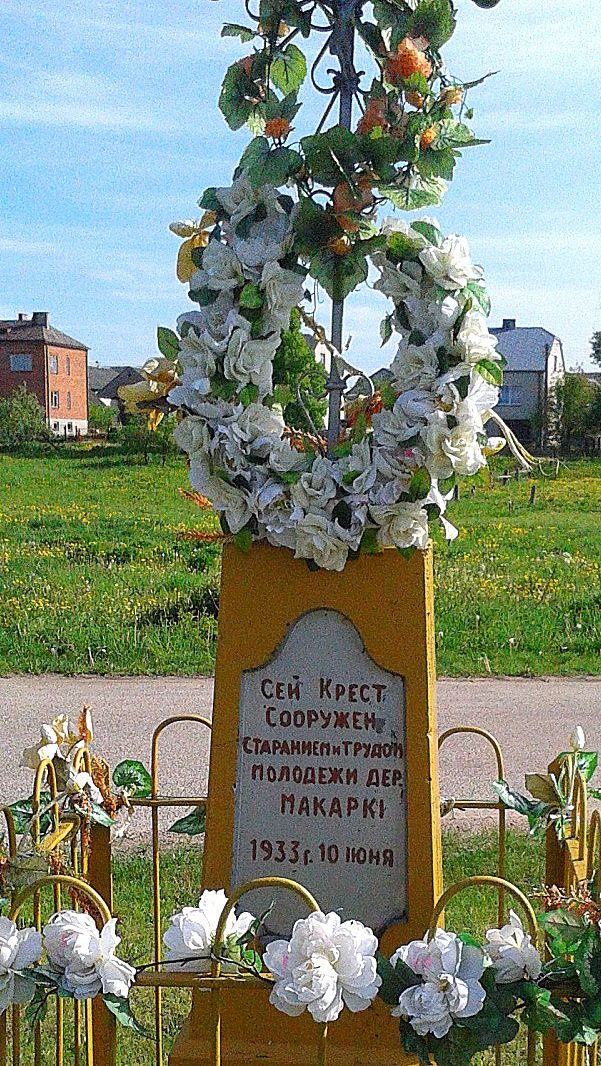
Cyryliczne inskrypcje na krzyżu

Nazwa wsi pochodzi od charakterystycznego dla prawosławia imienia Makary. Prawdopodobnie już w XV wieku istniała cerkiew w Czarnej Cerkiewnej, która obejmowała również wieś Makarki.
W 1674 r. w Makarkach zamieszkiwały 72 osoby dorosłe (w ówczesnym Grodzisku – tylko 27). Pod koniec XVIII wieku, gdy właścicielem wsi był Józef Kajetan Ossoliński, w Makarkach mieścił się browar, karczma, 31 domów gospodarzy i 1 dom rzemieślnika.
W księdze chrztów cerkwi w Grodzisku z lat 1764–1774 występują następujące nazwiska mieszkańców Makark: Łażko, Muzyczko, Gałganik, Buraczuk, Wawrzyniuk, Kobus, Trociuk, Demianiuk, Kopeć, Lisik, Czopiuk, Oryszko, Łazczuk, Pajko, Burak, Dmitruk, Szerszeniuk, Balejko, Grosiuk, Jarosiuk, Saczuk, Kopiec, Korol, Rodczuk, Hlebiuk, Dawidiuk, Jędrzejuk.
W 1896 Makarki liczyły 48 domów, w których zamieszkiwały 292 osoby (148 mężczyzn i 144 kobiety). W 1921 we wsi było 45 domów, w których mieszkały 253 osoby (207 prawosławnych, 29 rzymskich katolików i 17 Żydów).
W dwudziestoleciu międzywojennym Makarki należały do parafii prawosławnej w Czarnej Wielkiej. Na podstawie kronik parafialnych wiadomo, iż w 1938 w Makarkach mieszkało 353 prawosławnych.